# Jerónimo Torres Campos
Jerónimo Elías Torres Campos (Santiago, 30 de septiembre de 1923-Ib., 8 de mayo de 2015) fue un arquitecto y urbanista chileno egresado de la Universidad de Chile. Se destacó por el diseño y construcción de numerosos edificios públicos en la Región de Aysén del General Carlos Ibáñez del Campo, lo que le valió el reconocimiento del Colegio de Arquitectos de Chile con el «Premio Alfredo Johnson» en 2007.

## Biografía

### Primeros años
Jerónimo Torres Campos nació en Santiago, hijo de José Elías Torres y Rebeca del Carmen Campos. Realizó sus estudios básicos en la Escuela Pública N°259 de La Cisterna y en la Escuela N°12 de Santiago, y concluyó sus estudios secundarios en el Instituto Nacional General José Miguel Carrera. Luego, cursó estudios universitarios en la Facultad de Arquitectura y Urbanismo de la Universidad de Chile entre 1942 y 1949. Autodidacta en áreas como acústica arquitectónica y paisajismo, Torres Campos destacó por su constante búsqueda de nuevos conocimientos, en momentos en los que dichos cursos no se impartían en Chile.
En 1946, cuando aún era estudiante, participó en la reforma de la enseñanza de la arquitectura en la Universidad de Chile, junto a otros arquitectos como Miguel Lawner, Ana María Barrenechea Grünwald, Edwin Weil Wohlke, Mario Recordón y Germán Bannen. Esta reforma logró la incorporación de nuevas corrientes de la arquitectura moderna en la Facultad de Arquitectura.

### Trayectoria profesional

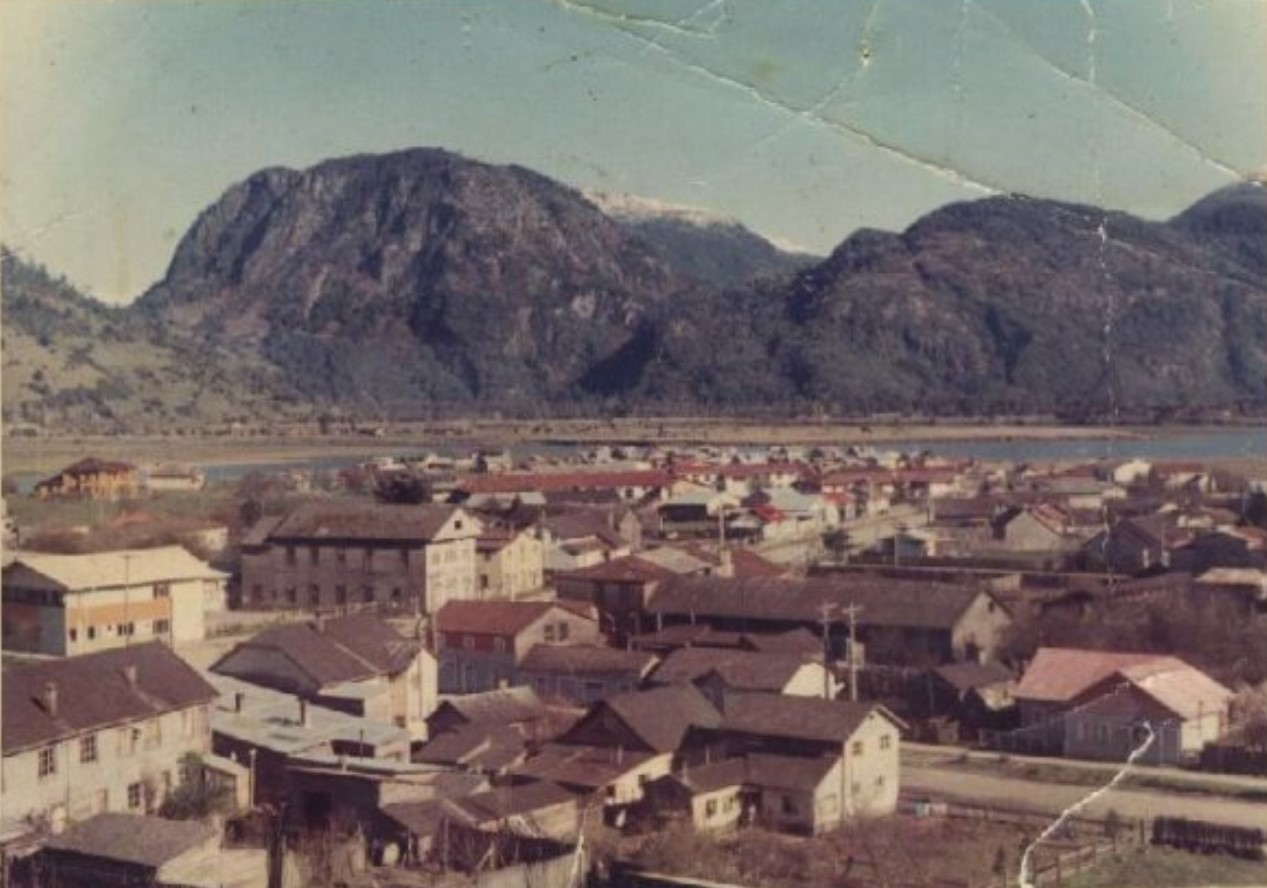
Vista de Puerto Aysén en la década de 1950, desde el cerro Mirador.

En 1952, Jerónimo Torres Campos fue enviado a Aysén por la Dirección de Arquitectura del Ministerio de Obras Públicas en Santiago para inspeccionar y estudiar terrenos. Luego de un mes en la región, presentó importantes avances en planos y estudios en Santiago, y se le asignó la tarea de establecer y organizar la Oficina Provincial de Arquitectura en Aysén, lo que implicó su traslado definitivo a Coyhaique.
La llegada del primer arquitecto a la región marcó una clara diferencia entre el poblamiento espontáneo de Coyhaique y el posterior ordenamiento urbano y creación de edificios sólidos y academicistas. La labor de Torres Campos influyó no solo en la joven ciudad de Coyhaique (fundada en 1929 como Baquedano), sino también en los rincones más inhóspitos de la región de Aysén.
El 14 de noviembre de 1953, bajo la dirección de Jerónimo Torres Campos, se constituyó la Delegación Provincial de Arquitectura del Ministerio de Obras Públicas (actual Casa de Huéspedes Fiscales de la DA - MOP) en calle Montt 17. Siendo el primer y único profesional a cargo, asumió diversos roles, como urbanista, calculista, constructor y jefe de obras.

### Legado en la región de Aysén
Conocido como «Nono Torres», su labor está vinculada a la consolidación de la arquitectura pública en la región, especialmente en Aysén y Coyhaique. Durante casi un cuarto de siglo, trabajó en la Dirección de Arquitectura y medio siglo en su actividad particular en la región. De su legado en la región de Aysén destacan cerca de un centenar de proyectos, incluyendo escuelas, edificios de servicios públicos, cuarteles de Carabineros y Bomberos, gimnasios cubiertos, locales comerciales y viviendas, entre otros.

## Premios y distinciones
- Premio Alfredo Johnson (2007): Jerónimo Torres Campos fue galardonado con este reconocimiento, otorgado por el Colegio de Arquitectos de Chile, en reconocimiento a su labor como funcionario público. El premio destaca a arquitectos que han realizado contribuciones significativas en la planificación, desarrollo e infraestructura desde el ámbito municipal o fiscal, siendo fundamental en la consolidación de la arquitectura pública en la Región de Aysén.[3][5]

- Premio Regional de Arquitectura "Nono Torres" (establecido en 2019): En su honor, la Delegación Zonal Aysén del Colegio de Arquitectos de Chile estableció este premio para reconocer a arquitectos que han contribuido al desarrollo arquitectónico y urbano en la Patagonia chilena. El galardón lleva su nombre en reconocimiento a su legado como el primer arquitecto en la Región de Aysén, donde, a partir de 1953, desarrolló proyectos de infraestructura a través de la Dirección de Arquitectura del Ministerio de Obras Públicas (MOP).[9][12]